# Laz (Săsciori), Alba
Laz (în maghiară Sebeslaz) este un sat în comuna Săsciori din județul Alba, Transilvania, România.

## Date geografice

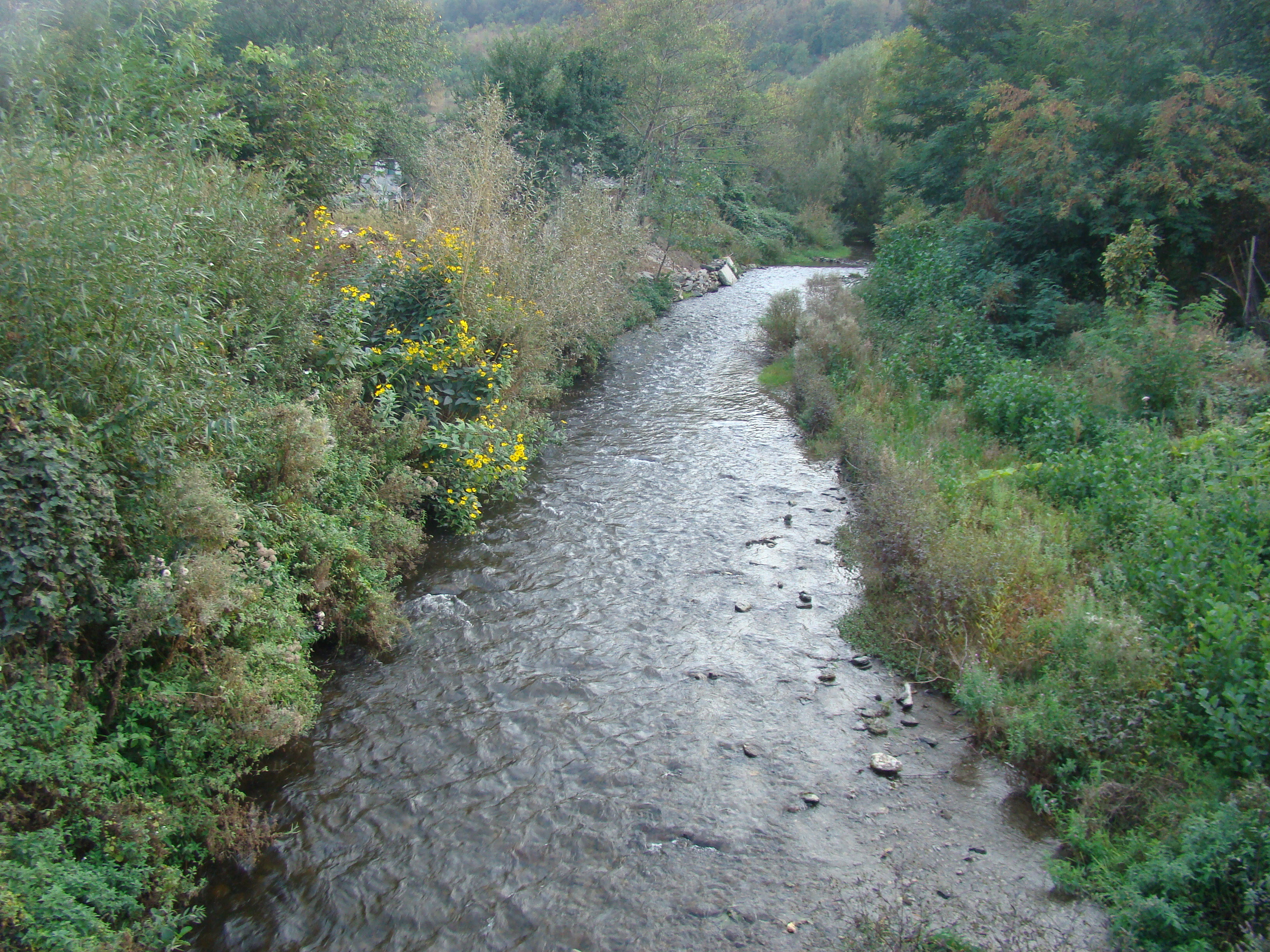
Râul Sebeș

Lazul, un mic punct pe harta României, așezat la întretăierea coordonatelor geografice 45° și 54’ latitudine nordică și 23° și 38’ longitudine estică (Comuna Săsciori, Jud.Alba).
Suprafața vetrei satului și a terenului extravilan însumează 437,47 hectare.
Este traversat de șoseaua națională 67C, de la nord la sud, șosea care leagă municipiul Sebeș de orașul Novaci, pe o distanță de 149 km, cu posibilitate de a ajunge prin Obârșia Lotrului, fie spre vest în depresiunea Petroșanilor, fie spre est, traversând stațiunea Voineasa, pe Valea Oltului, la Brezoi. 
Drumul a fost considerat, până la construirea ,,Transfăgărășanului”, ca fiind traseul transcarpatic la cea mai mare altitudine.
Este a patra așezare întâlnită pe Valea Sebeșului, pornind din municipiul Sebeș în sus. Distanța Sebeș – Laz este de 12 km. Populația este de aproximativ 450 locuitori cu 150 de gospodării.
Suprafața este de 437,47 ha, din care 40,73 ha arabil, 40,52 ha fânețe, 27,27 ha vii, 118,15 ha pășune, 167,36 ha pădure, 43,44 ha alte terenuri (construcții, drumuri, neproductiv, etc). 
Denumirea localității – derivă din limba sârbă având corespondent în limba română: loc curățit de tufe și mărăcini, fâneață. În așezarea satului lor (pomenit în acte la 1366) localnicii spun că este așezat ,,între dealuri mari lângă râu”. Alte denumiri : Slawendorff (germ.), Negfalva (maghiară).
Prima atestare documentară a satului a fost făcută în 19 iunie 1357, însă așezarea este cu mult anterioară atestării sale.

## Administrația
Lazul până în 1784 ținea de vechiul Comitat al Albei. Din 1784 trece la Scaunul Sebeșului care ținea de Sibiu. Din 1790 este administrat iarăși de Comitatul Albei prin Pretura din Vințu de Jos. Din 1876 – 1877 este anexat definitiv Preturii Sebeșului (Comitatul Sibiului). 
În 1918 Lazul era secretariat comunal de care aparținea și Căpâlna. În 1925 în locul preturilor apar plasele. Plasa Sebeș cu toate satele arondate trece la Judetul Alba. În 1949 apar raioanele, unități mai mari decât plasele. Raionul Sebeș ține iarăși de regiunea Sibiu, iar din 1953 trece la Regiunea Hunedoara. Din 1968 se înființează județele și de atunci până azi Lazul aparține Județului Alba.

## Evoluția demografică
Statistici cu numărul locuitorilor satului de-a lungul vremii:
În 1733 Conscripția lui Inochentie Micu Klein menționa un număr de 165 de suflete uniți.
În 1755 Conscripția Petru Pavel Aron consemnează existența a 250 de suflete.
În Conscripția administrației austriece din 1760-1762 se menționau 66 de familii nonunite (1760).
În 1805 într-o conscripție a Episcopiei Ortodoxe a Transilvaniei sunt amintiți ,,80 de capi de familie”.
La 1831 sunt menționate 269 suflete, iar în 1857 sunt consemnate 132 case locuite doar de ortodocși în număr de 629.           
În Statistica demografică de la 1857 erau 629 locuitori greco-orientali.
În 1900 sunt 669 locuitori. În 1921 erau 171 de familii cu 750 de suflete de confesiune ortodoxă. Alte confesiuni nu existau.
Statistica locuitorilor satului Laz la data de 24 august 2007:
385 – numărul locuitorilor care au domiciliul permanent în Laz;
67 – numărul persoanelor care locuiesc sezonier în Laz sau sunt plecate la muncă în străinătate;
452 – totalul locuitorilor lăzoreni (cu rezidența permanentă și sezonieră);
224 bărbați și 228 femei.

## Principalele instituții

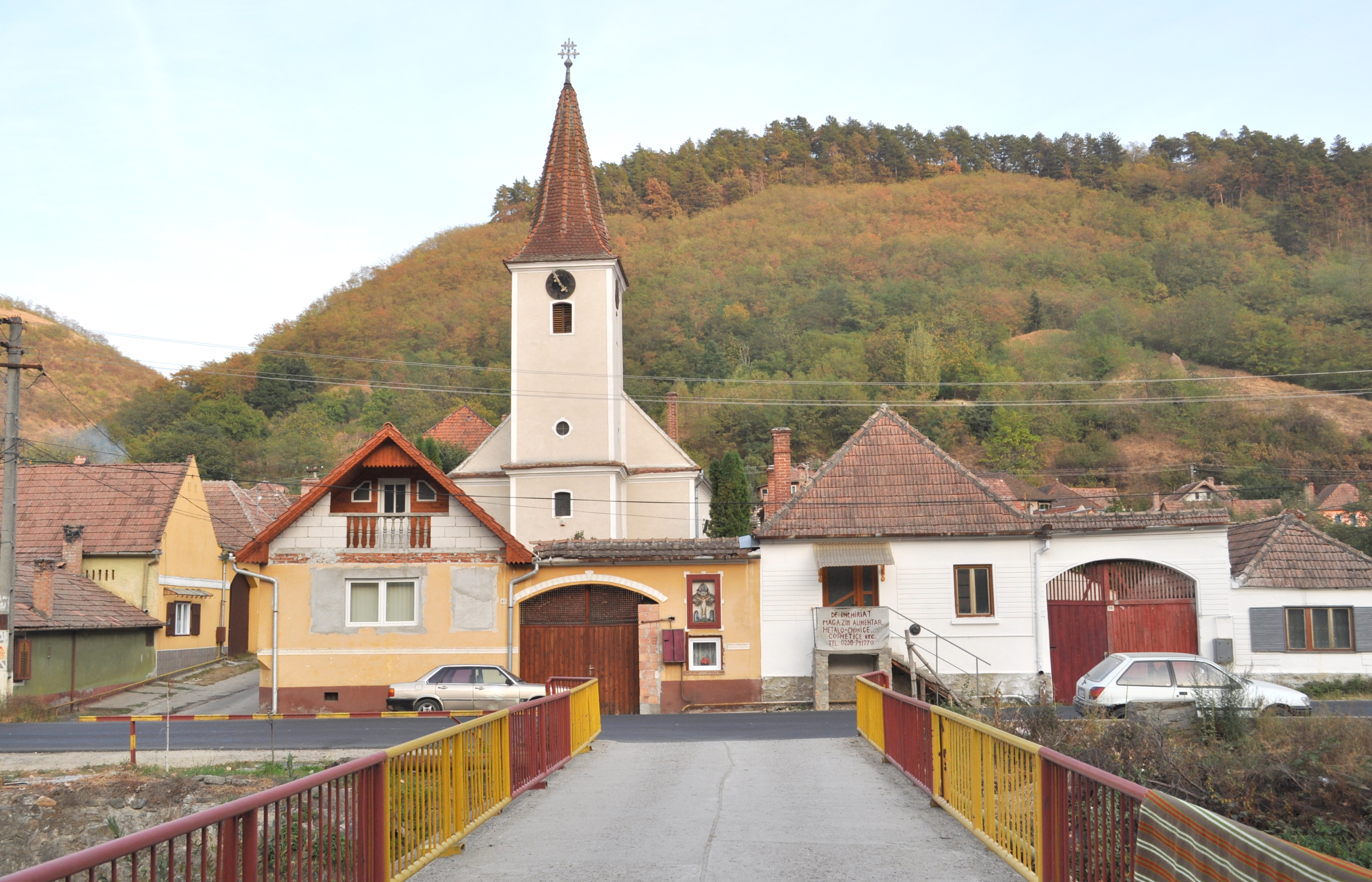
Biserica ,,Adormirea Maicii Domnului”, târnosită de episcopul Vasile Moga în anul 1838.

Căminul cultural. Construit în anii 1937-1938 de Mișcarea legionară, fiind prima Casă Culturală de pe Valea Sebeșului. Terenul și viitoarea clădire a Casei culturale au fost donate anticipat ridicării construcției printr-un Act de donație al Primăriei Laz, emis la 14 martie 1934. Regimul comunist a trecut Căminul în proprietatea statului, fiind în administrarea Primăriei Săsciori până în data de 5 aprilie 2004, când printr-o decizie de Guvern cu nr. 205/5 apr. 2004 clădirea revine în proprietatea Bisericii din Laz. Prin reparațiile capitale făcute de către Biserică în perioada 2005-2007, Căminul Cultural a căpătat o nouă înfățișare și e înzestrat cu toate utilitățile aferente.
Școala din Laz. A fost la început școala confesională fiind ridicată în 1909 sub coordonarea Pr.Ioan Mihu și prin contribuția locuitorilor satului. Datorită erudiției făclierilor ei, s-au ridicat generații de elevi bine instruiți; unii – nu puțini la număr – prin continuarea studiilor au ajuns oameni cu înaltă pregătire în diverse domenii socio-profesionale, dând un prestigiu aparte satului din care s-au ridicat. Școala în ultima vreme a fost renovată și dotată cu tot ce este necesar pentru o bună desfășurare a activității instructiv-educative.
Biserica ,,Adormirea Maicii Domnului”

## Atracții turistice din zona Lazului

Barajul Obrejii de Căpâlna

	Casa ce găzduiește colecția de pictură pe sticlă și lemn precum și țesături populare ale familiei Poenarilor
	Biserica Ortodoxă Română
	Vila Breazu
	Cetatea dacică de la Căpâlna
	Cetatea Săscioriului
	Lacul de acumulare ,,Obreji” Căpâlna
	Hidrocentrala din capătul de jos al Lazului
	Urmele fortificației de pământ (La Roată) de pe dealul Gherghelăului având în vecinătate Calea Dacilor, pe sub Vârful Poarca
	Panorama satului și a împrejurimilor văzută de pe ,,Calea Dumbrăvii” și zona ,,Dealuri”.

## Trasee turistice
	Laz – Căpâlna – Șugag – Tău – Oașa – cabana Tărtărău – Obârșia Lotrului
	Laz – Săsciori – Sebeș 
	Laz – Loman – Cărări – Curmături – Dealul Tomnăticel – Dealul Păltinei – Curmătura Prisaca – Poiana Poarta Raiului – Iezerul Șurianului
	Laz – Deal – Marga – Jina – Poiana Sibiului – Rod – Tilișca – Galeș – Săliștea Sibiului

## Imagini

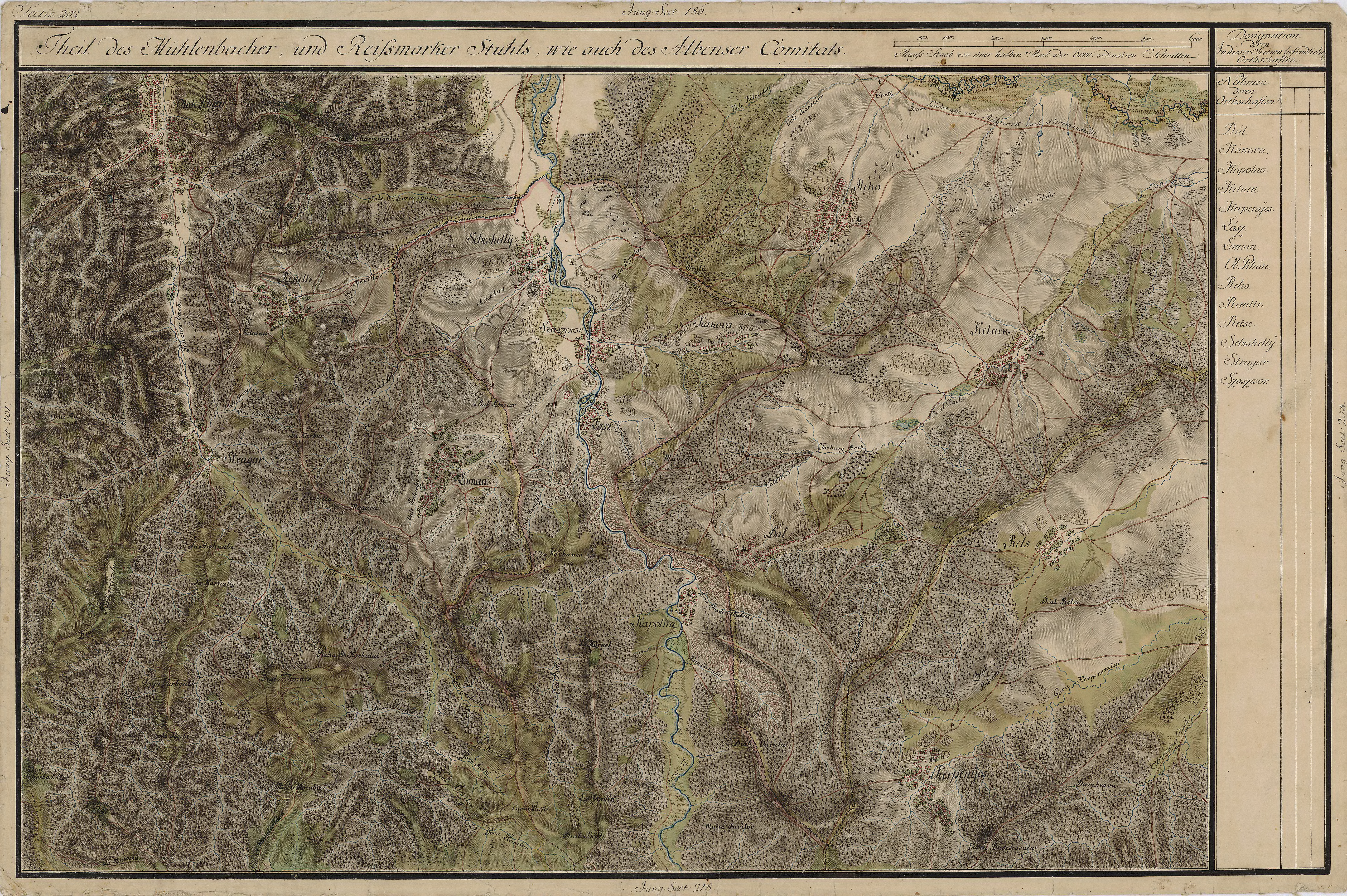
Laz în Harta Iosefină a Transilvaniei, 1769-1773